# Watuwungkuk
Watuwungkuk is een bestuurslaag in het regentschap Probolinggo van de provincie Oost-Java, Indonesië. Watuwungkuk telt 2030 inwoners (volkstelling 2010).